# Siergiej Kudriawcew
Siergiej Aleksandrowicz Kudriawcew (ros. Сергей Александрович Кудрявцев, ur. 1903 we wsi Niwa w guberni twerskiej, zm. 25 kwietnia 1938) – radziecki działacz partyjny i komsomolski.

## Życiorys
Skończył szkołę realną, 1919 został członkiem RKP(b), od 1919 był kolejno przewodniczącym Komitetu Powiatowego Komsomołu w Bieżecku, sekretarzem odpowiedzialnym Charkowskiego Gubernialnego Komitetu Komsomołu, kierownikiem Wydziału Organizacyjnego KC Komsomołu Armenii, sekretarzem odpowiedzialnym KC Komsomołu Abchazji, kierownikiem Wydziału Organizacyjnego Zakaukaskiego Komitetu Krajowego Komsomołu i sekretarzem odpowiedzialnym Zakaukaskiego Komitetu Krajowego Komsomołu. Do 1924 instruktor odpowiedzialny KC Komsomołu, 1924–1926 kierownik Wydziału Organizacyjnego Uralskiego Biura KC Komsomołu, 1926–1927 żołnierz Armii Czerwonej, od 1927 instruktor Tbiliskiego Komitetu Komunistycznej Partii (bolszewików) Gruzji. Następnie kierownik wydziału Komitetu Miejskiego KP(b)G w Tbilisi, kierownik Wydziału Organizacyjnego Komitetu Obwodowego KP(b)G Autonomicznego Obwodu Osetii Południowej, 1929-1930 sekretarz odpowiedzialny tego komitetu, później kierownik Wydziału Organizacyjnego KC KP(b)G i 1930–1931 sekretarz odpowiedzialny Komitetu Miejskiego WKP(b) w Kerczu.
Następnie do lutego 1933 kierownik Wydziału Organizacyjno-Instruktorskiego Zakaukaskiego Komitetu Krajowego WKP(b), od lutego 1933 kierownik Wydziału Organizacyjno-Instruktorskiego KC KP(b) Azerbejdżanu, od 19 września do 10 grudnia 1933 III sekretarz, a od 10 grudnia 1933 do 1934 II sekretarz KC KP(b)A. Od 31 maja 1934 do września 1936 II sekretarz Zakaukaskiego Komitetu Krajowego WKP(b), od 21 września 1936 do 5 lutego 1937 I sekretarz Komitetu Obwodowego KP(b)U, od 8 stycznia 1937 do 27 stycznia 1938 członek KC KP(b)U i Biura Politycznego KC KP(b)U. Od 16 stycznia do września 1937 I sekretarz Komitetu Obwodowego KP(b)U w Kijowie, od 3 czerwca 1937 do 27 stycznia 1938 członek Biura Organizacyjnego KC KP(b)U, od 26 września 1937 do 27 stycznia 1938 II sekretarz KC KP(b)U.
13 października 1937 aresztowany, 25 kwietnia 1938 skazany na śmierć przez Wojskowe Kolegium Sądu Najwyższego ZSRR pod zarzutem udziału w kontrrewolucyjnej organizacji terrorystycznej i rozstrzelany. 5 maja 1956 pośmiertnie zrehabilitowany.